# Golfe de Ierissós
Le golfe de Ierissós (en grec moderne : Σιγγιτικός κόλπος) est un golfe de la mer Égée situé en Chalcidique. 
Il tire son nom de la ville de Ierissós.